# Congress of the People
Der Congress of the People (COPE) ist eine sozialliberale südafrikanische Partei, die 2008 von früheren Mitgliedern des regierenden African National Congress (ANC) gegründet wurde.

## Geschichte

### Gründung

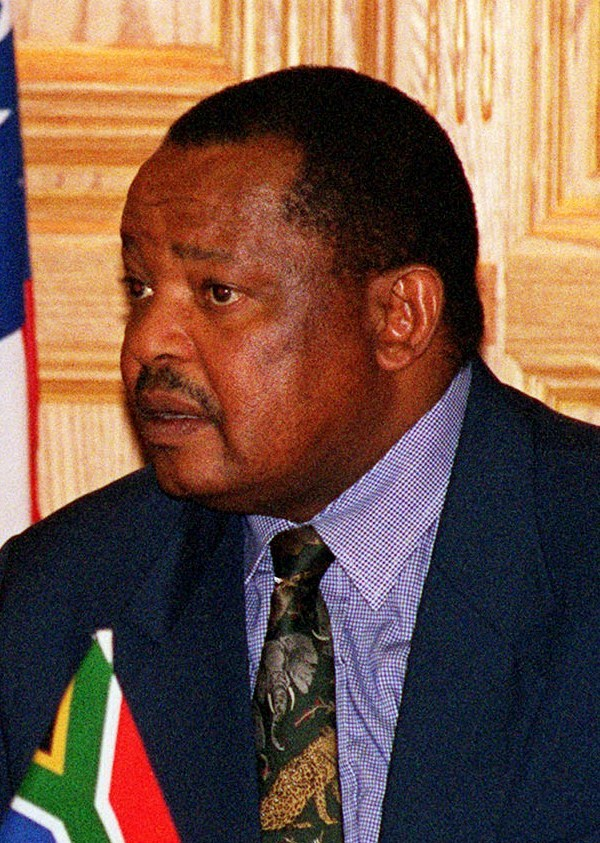
Mosiuoa Lekota

Innerhalb des ANC gab es von 2005 bis 2008 einen Machtkampf zwischen den Lagern des bisherigen Präsidenten Thabo Mbeki und seines ehemaligen Vizepräsidenten Jacob Zuma. Aufgrund von Korruptionsvorwürfen war Zuma 2005 von Mbeki als Vizepräsident entlassen worden, jedoch setzte sich Zuma im weiteren Verlauf des Machtkampfes Ende 2007 als neuer Parteivorsitzender durch. Im Herbst 2008 folgte Mbekis Sturz als Präsident Südafrikas durch die neue ANC-Führung. Da Jacob Zuma das dazu notwendige Parlamentsmandat fehlte, wurde Kgalema Motlanthe neuer Präsident.
Schon bei der Wahl Zumas zum Parteivorsitzenden waren Spannungen innerhalb des ANC zum Vorschein getreten, die sich mit der Ablösung Mbekis als Präsident noch verstärkten. Während Mbeki eine liberale Wirtschaftspolitik verfolgte und eher distanziert auftrat, war Zuma dem linken Flügel zuzurechnen und sehr populär. Außerdem trugen ethnische Spannungen zwischen Zulu und Xhosa, verkörpert durch Jacob Zuma (Zulu) und Thabo Mbeki (Xhosa), zu dem Konflikt bei. In der Folge trat eine Gruppe von bisherigen ANC-Mitgliedern um Mosiuoa Lekota aus der Partei aus und begann, die Gründung einer neuen Partei voranzutreiben.
Auf der Gründungsversammlung in Bloemfontein Mitte Dezember 2008 wählten die etwa 4000 Delegierten Mosiuoa Lekota zum Parteivorsitzenden. Stellvertretende Parteivorsitzende wurden Mbhazima Shilowa und Lynda Odendaal. Damit wurde die bisherige kommissarische Führung mit Lekota und Shilowa bestätigt. Die offizielle Registrierung als Partei und Anerkennung als solche durch die Independent Electoral Commission (IEC) erfolgte am 19. Dezember 2008.

### Parlamentswahlen 2009
Die Partei trat 2009 zum ersten Mal zu einer Parlamentswahl an. Am 24. Januar verabschiedete der COPE sein Wahlprogramm, das die Forderung enthielt, den Staatspräsident sowie die Ministerpräsidenten und Bürgermeister direkt zu wählen. Außerdem standen Kriminalitätsbekämpfung und Hilfe für die Armen im Vordergrund des Programms. Präsidentschaftskandidat war Mvume Dandala.
Bei den Wahlen am 22. April 2009 erreichte COPE 7,42 Prozent der abgegebenen Stimmen und verfehlte das gesetzte Ziel. Nach dem ANC und der DA wurde COPE mit 30 Abgeordneten die drittstärkste Kraft im Parlament. Ihr Fraktionsvorsitzender wurde Mvume Dandala.

### Führungskampf
Im Jahr 2010 entwickelte sich ein Machtkampf um die Führung der Partei zwischen Lekota und Shilowa. Am 29. Mai 2010 sprachen die Delegierten eines Parteitages sich in einem Misstrauensvotum gegen Lekota als Vorsitzenden aus. Eine Woche später erklärte der Oberste Gerichtshof in Johannesburg dieses Votum aufgrund von Verfahrensfehlern für nichtig.
Aus Protest gegen den Machtkampf trat Mvume Dandala mit Wirkung vom 15. Juli 2010 vom Fraktionsvorsitz und als Parlamentsmitglied zurück. Das Präsidium (congress national committee) der Partei entschied, dass Lekota sowohl Parlamentssitz als auch den Fraktionsvorsitz übernehmen soll. Gegen diese Entscheidung ging Shilowa gerichtlich vor, verlor den Rechtsstreit jedoch.

### Wahlergebnisse seit 2014
Bei den Wahlen 2014 erhielt der COPE lediglich 0,67 % der Stimmen und somit nur noch drei Mandate; bei den Kommunalwahlen 2016 fiel ihr Anteil auf 0,45 %. Weitere Verluste musste die Partei bei den Parlamentswahlen 2019 hinnehmen, als sie nur noch 0,27 % und zwei Mandate errang.

## Rechtsstreit um den Namen
Die neue Partei plante zunächst den Namen South African National Congress anzunehmen. Aufgrund des Widerstands des ANC wurde dieser Plan jedoch aufgegeben. Der ANC versuchte der neuen Partei anschließend ebenfalls die Verwendung des Namens Congress of the People gerichtlich untersagen zu lassen. Es wurde argumentiert, dass der Name auf den historischen Congress of the people im Jahre 1955 und die dort verfasste Freiheitscharta anspiele. Diese sei jedoch ein Teil der Geschichte des ANC, und keine andere Partei könne dieses historische Ereignis für sich in Anspruch nehmen. Der gerichtliche Einspruch wurde mittlerweile zurückgezogen.